# Сен-Бруэн-ле-Муан
Сен-Бруэ́н-ле-Муа́н (фр. Saint-Broing-les-Moines) — коммуна во Франции, находится в регионе Бургундия. Департамент коммуны — Кот-д’Ор. Входит в состав кантона Ресе-сюр-Урс. Округ коммуны — Монбар.
Код INSEE коммуны — 21543.

## Население
Население коммуны на 2010 год составляло 188 человек.
| 1962 | 1968 | 1975 | 1982 | 1990 | 1999 | 2010 |
| ---- | ---- | ---- | ---- | ---- | ---- | ---- |
| 299  | 267  | 240  | 260  | 205  | 180  | 188  |

## Экономика
В 2010 году среди 115 человек трудоспособного возраста (15—64 лет) 86 были экономически активными, 29 — неактивными (показатель активности — 74,8 %, в 1999 году было 67,3 %). Из 86 активных жителей работали 78 человек (43 мужчины и 35 женщин), безработных было 8 (2 мужчин и 6 женщин). Среди 29 неактивных 7 человек были учениками или студентами, 16 — пенсионерами, 6 были неактивными по другим причинам.